# 이안민
이안민(李安民, 1568년 ~ 1640년 7월 13일)은 조선 중, 후기의 문신이다. 문음(門蔭)으로 관직에 올라 황주판관, 여산군수 등을 역임하고 1617년(광해군 10) 인목대비 폐모 논의에 참여하였다. 1620년(광해군 13) 광주목사 겸 나주진관 병마첨절제사로 부임하였다. 인조 반정 직후, 광해군 때 인목대비 폐모론에 관여한 관료들을 삭직, 불이익을 가하였지만 그는 어떤 이유로 불이익을 받지 않았다. 1627년(인조 5) 6월 이괄의 난 당시 인조를 호종한 공로로 통정대부로 가자되었다. 율곡 이이와 이우의 7촌 조카이면서 동시에 택당 이식(李植)의 7촌 아저씨가 된다. 자(字)는 망지(望之), 본관은 덕수(德水)이다.

## 생애
연헌 이의무의 4대손으로 증조부는 용재 이행(容齋 李荇)이고, 할아버지는 장례원사의 이원복(李元福)이며, 아버지는 승사랑 이엄(李水+庵)이고, 어머니는 언양김씨(彦陽金氏)로 봉사 김공(金竹+功)의 딸이다. 의정부영의정 경재 이기는 그의 종증조부였고, 율곡 이이와 이우(李瑀)는 그의 종고조부 이의석의 증손으로 이안민에게 7촌 아저씨가 된다. 또한 종조부 이원상의 증손 택당 이식(李植)은 그의 7촌 조카가 된더. 6세 때 아버지 이엄이 사망하여 어머니 언양김씨가 홀로 키웠다.
문음(門蔭)으로 출사하여, 1606년(선조 39년) 5월 25일 황주판관(黃州判官)에 임명되었다. 1608년(광해군 즉위) 8월 30일 황주판관으로 재직 중, 알 수 없는 이유로 황해도 암행어사 최기남(崔起南)의 논계로 추고를 받았다.
1615년(광해군 7년) 7월 충청도 여산군수(礪山郡守)가 되고 1615년 8월 체직되었다. 1617년 11월 25일 인목대비 폐모논의 시 참여하여 대론이 이미 완성되었다며 전 군수 안종길(安宗吉), 전 판관 홍응귀(洪應龜), 전 현령 이숭원(李崇元)ㆍ이경황(李慶滉)ㆍ권순(權淳), 전 현감 이운근(李雲根)ㆍ정혜연(鄭蕙衍)ㆍ노망해(盧望海)ㆍ이양휴(李揚休)ㆍ이덕순(李德淳), 전 영(令) 권광환(權光煥), 전 좌랑 성이민(成以敏) 등과 함께 동조하였다. 그러나 어떤 이유에서였는지 1623년(광해군 14) 3월 인조반정 후에도 이 때의 일로 문제시되지 않고 유임되었다. 1618년(광해군 11) 4월 김제군수(金堤郡守)로 발령되고, 1620년(광해군 13) 10월 20일 광주목사 겸 나주진관 병마첨절제사로 발령되었다.
1627년(인조 5) 6월 6일 이괄의 난 당시 시종 호종한 공로로 통정대부에 가자되었다. 1635년 3월 24일] 절충장군 행용양위부호군에 임명되었다. 1640년(인조 18) 7월 13일에 사망하였는데 그의 7촌 조카로 당시 예조참판인 택당 이식(李植)이 4일의 복제(服制)를 행했다는 기사가 조선왕조실록에 나타난다. 사후 증 호조참판 겸 동지의금부사에 추증되었다.
묘소는 충청남도 당진군 송산면 석포리(石浦里) 객포(客浦)마을 손좌(巽坐)에 있다.
그의 딸은 관찰사 정호선의 아들 정언유에게 출가하였고, 첩에게서 얻은 딸 중 1명은 화성감 원헌(花城監 元憲)에게 출가했다.

## 가족 관계
- 할아버지 : 이원복(李元福)
  - 고모부 : 윤대로(尹大老)
- 아버지 : 이엄(李淹, 1530년 ~ 1574년)
- 어머니 : 언양김씨(彦陽金氏, ? ~ ?)
- 부인 : 우계이씨(1565년 ~ ?년 3월 26일)
  - 아들 : 이욱(李稶, 1585년 ~ 1663년 12월 17일) 또는 이강(李木+畺)
  - 며느리 : 보성오씨, 진사 오명립(吳名立)의 딸
  - 아들 : 이첨(李詹, 1586년 ~ ?)
  - 며느리 : 영산신씨, 좌통례 신성기(辛成己, 1558 ~ ?)의 딸
  - 아들 : 이격(李格, 1589년 ~ 1663년 12월 10일), 군수
  - 며느리 : 풍양조씨, 사섬서부정 증 승지 조수헌(趙守憲)의 딸
  - 며느리 : 성주이씨, 생원 이경립(李景立)의 딸, 외조부는 전주 이효용(李孝容)
  - 아들 : 이환(李桓)
  - 딸 : 덕수이씨
  - 사위 : 정언유(丁彦瑜), 나주정씨, 봉사, 상주목사, 감사 정호선(丁好善)의 자
    - 외손자 : 정시익(丁時益)
    - 외손녀사위 : 홍주하(洪柱夏)
    - 외손녀사위 : 이주한(李柱漢)
- 부인 : 진주강씨(? ~ ?년 11월 26일), 증 한성부우윤 강정(康晶)의 딸
  - 아들 : 이숙(李橚, 1591년 ~ 1640년), 무후경인. 마지막 직계후손이 단절된 것이 1650년인지 1710년인지 불확실하다.
  - 며느리 : 청풍김씨
  - 아들 : 이뉴(李杻), 무후 임진왜란
  - 아들 : 이영(李楹), 무후 임진왜란
  - 며느리 : 황씨(黃氏), 본관 미상
  - 딸 : 덕수이씨
  - 사위 : 신연(申沇), 고령신씨 부 신환(申桓)
    - 외손녀사위 : 황유환(黃有煥), 부령

  - 사위 : 정효창(鄭孝昌), 광주정씨, 부 정장원(鄭長源)
    - 외손자 : 정세윤(鄭世胤)
- 첩 : 이름미상
  - 딸 : 덕수이씨
  - 사위 : 화성감 이원헌(花城監 李元憲), 부 연계군 이종호(蓮溪君 李終虎)
    - 외손자 : 이수악(李壽岳)
    - 외손자 : 이수대(李壽岱)
    - 외손녀사위 : 권채(權採)

  - 딸 : 덕수이씨
  - 사위 : 안정묵(安廷默), 죽산안씨, 부 증집의 안대즙(安大楫)
    - 양 외손자 : 안서(安緖)
- 외할아버지 : 김공(金竹+功)
- 장인 : 이성헌(李成憲, 1534년 ~ 1601년)

## 같이 보기
- 인목대비 폐모론
- 이행
- 이기
- 이식
- 정응두
- 정호선
- 이괄의 난
- 이성헌
- 이이